# Palais présidentiel de Baabda
Pour les articles homonymes, voir Sérail de Baabda.

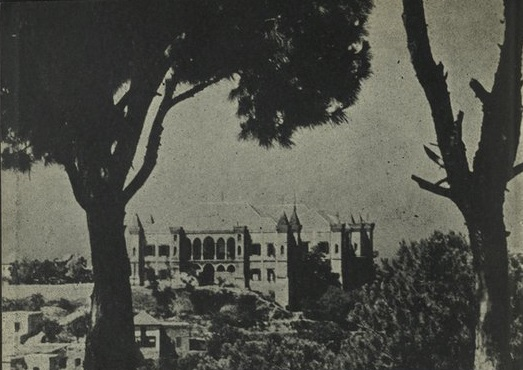
Palais de Baabda en 1947.

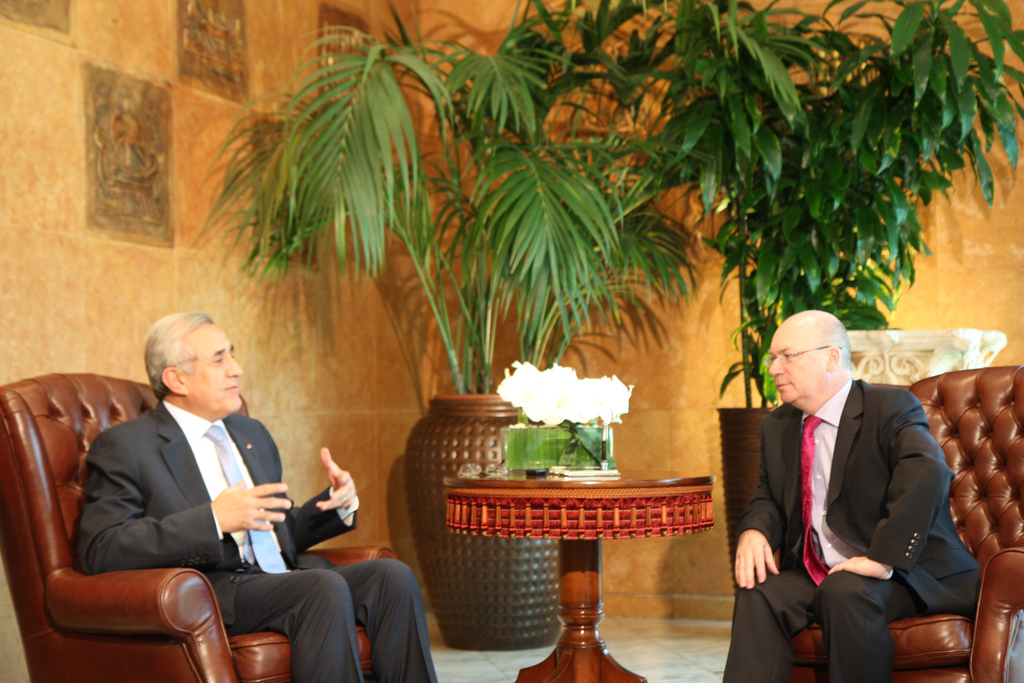
Le president Michel Sleiman avec Alistair Burt au palais de Baabda (2010).

Le palais présidentiel de Baabda (en arabe : قصر بعبدا) est la résidence officielle principale du président de la République libanaise. Il est situé sur une colline à Baabda surplombant la capitale libanaise Beyrouth, non loin du ministère de la défense et des différents postes de commandement de l'Armée libanaise.

## Historique
L'ancien palais de l'émir Haïdar Chéhab, construit en 1775, devînt la résidence des moutassarifs, gouverneurs ottomans du mont Liban, lorsque le second à occuper ce poste, Franco Pacha, grec-catholique aleppin répondant au nom de Nasri Franco Coussa, loua celui-ci en 1868.
Cinq ans plus tard, son successeur, l’aristocrate italien Roustom Pacha, abandonne le palais comme centre du pouvoir, visiblement mécontent de l'attitude des habitants de Baabda à son égard qui lui reprochait son anticléricalisme.
Les héritiers de l'émir Haïdar Chéhab choisissent finalement de mettre en vente le palais. Les habitants de Baabda souhaitant le retour des moutassarefs dans la localité, décident d’un commun accord de le racheter. Mille livres or sont alors rassemblées grâce à un prêt remboursable sur vingt ans, mis à la disposition des habitants par un riche notable de Baabda, un certain Salim Elias Hélou (oncle du président Charles Hélou).
Ainsi, deux cent cinquante familles de Baabda s'engagent en 1883 à offrir leur palais à Vaso Pacha, quatrième gouverneur ottoman du Mont-Liban, qui accepte le présent. Il dota le palais de nouvelles annexes : les ailes est et ouest. Ses successeurs, Naoum Pacha et Mouzaffar Pacha, poursuivirent les agrandissements en ajoutant respectivement l'aile nord et le grand portail.
De 1861 à 1915, sur les huit moutassarifs s'étant succédé à la tête du Mont-Liban, six résidèrent officiellement au sérail de Baabda.
Charles Hélou fut le premier président libanais à y séjourner pendant les années 1960.
À la fin des années 1980, en pleine guerre civile, alors que le général Michel Aoun se bat contre l'invasion syrienne, la forêt de pins qui entoure le palais est détruite. Plusieurs parois sont soufflées et des vitres brisées. Le général se sert alors d'un bunker comme bureau, salle à manger et chambre à coucher. Des milliers de Libanais stationnent nuit et jour autour du palais pour le protéger symboliquement, alors que des soldats dorment sur des lits de camp dans les couloirs. Le 13 octobre 1990, il est chassé du palais par les chars syriens et se réfugie à l'ambassade de France, avant de partir en exil en France. Après la guerre, le bunker est transformé en garde-meuble.
Le palais de Baabda est un des symboles de l'indépendance, de l'autonomie, de la souveraineté et de la liberté de la nation libanaise.